# Kiyokawa (Kanagawa)
Kiyokawa (清川村 Kiyokawa-mura?) es una villa en la prefectura de Kanagawa, Japón, localizada en el centro-este de la isla de Honshū, en la región de Kantō. Tenía una población estimada de 3045 habitantes el 1 de septiembre de 2020 y una densidad de población de 43 personas por km².

## Geografía
Kiyokawa está localizada en las estribaciones del noroeste de la prefectura de Kanagawa, gran parte de la villa está en las montañas Tanzawa. Limita con las ciudades de Sagamihara, Hadano y Atsugi, así como con los pueblos de Aikawa y Yamakita.

## Historia
La villa de Kiyokawa se estableció el 30 de septiembre de 1956 mediante la fusión de las antiguas villas de Susugaya y Miyagase. La finalización de la presa de Miyagase en 1965 sumergió gran parte de la antigua Miyagase, lo que obligó a la reubicación de sus habitantes a otros lugares dentro de la villa de Kiyokawa y la vecina ciudad de Aikawa.

## Demografía
Según los datos del censo japonés, la población de Kiyokawa se ha mantenido estable en los últimos 70 años.
| Gráfica de evolución demográfica de Kiyokawa entre 1940 y 2015 |
|                                                                |
| Oficina de Estadística de Japón                                |